# Deurali (Nuwakot)
Deurali (nepalski: देउराली) – gaun wikas samiti w środkowej części Nepalu w strefie Bagmati w dystrykcie Nuwakot. Według nepalskiego spisu powszechnego z 2001 roku liczył on 920 gospodarstw domowych i 4149 mieszkańców (2159 kobiet i 1990 mężczyzn).